# Saturnali
I Saturnali erano un ciclo di festività della religione romana, dedicate all'insediamento nel tempio del dio Saturno e alla mitica età dell'oro. In epoca imperiale si svolgevano dal 17 al 23 dicembre, periodo fissato da Domiziano.

## Descrizione
I saturnali avevano inizio con grandi banchetti e sacrifici. I partecipanti usavano scambiarsi l'augurio io Saturnalia, accompagnato da piccoli doni simbolici, detti strenne.
Durante questi festeggiamenti era sovvertito l'ordine sociale: in un mondo alla rovescia, gli schiavi potevano considerarsi temporaneamente degli uomini liberi, e potevano comportarsi di conseguenza; veniva eletto, tramite estrazione a sorte, un princeps - una sorta di caricatura della classe nobile - a cui veniva assegnato ogni potere.
Tuttavia la connotazione religiosa della festa prevaleva su quella sociale e di "classe". Il "princeps" era in genere vestito con una buffa maschera e colori sgargianti, tra i quali spiccava il rosso (colore degli dèi). Era la personificazione di una divinità infera, da identificare di volta in volta con Saturno o Plutone, preposta alla custodia delle anime dei defunti, ma anche protettrice delle campagne e dei raccolti.
In epoca romana si credeva che tali divinità, uscite dalle profondità del suolo, vagassero in corteo per tutto il periodo invernale, quando cioè la terra riposava ed era incolta a causa delle condizioni atmosferiche. Dovevano quindi essere placate con l'offerta di doni e di feste in loro onore e indotte a ritornare nell'aldilà, dove avrebbero favorito i raccolti della stagione estiva. Si trattava insomma di una sorta di lunga "sfilata di carnevale".
L'equivalente greco del dio romano Saturno era Kρόνος, Krono, il padre di Zeus. Quando i Romani sovrapposero Saturno a Kronos, la divinità ellenica era già da tempo assimilata a Xρόνος, Chrònos, il tempo che scorre. Tale associazione ha generato la figura di Saturno come sovrano di una mitica Età dell'Oro. Esiliato da Zeus e dagli Olimpi suoi figli al termine della Titanomachia, si diceva che Krono avesse spostato il suo regno in un luogo che, Greci prima e Romani poi, chiamavano "Isole Beate".
Nel 161 a.C. il console Gaio Fannio Strabone propose la legge, che poi da lui prese il nome di Lex Fannia, che fissava il limite di spesa per i pranzi organizzati in queste occasioni in 100 assi.

## In letteratura
A proposito del singolare aspetto dei Saturnalia come festeggiamenti in cui veniva rovesciato l'ordine sociale, Nietzsche si chiede come l'uomo possa trovar piacere nell'assurdo. Ed argomenta: Il rovesciare l'esperienza nel suo contrario...il necessario nell'arbitrario...allieta perché ci libera momentaneamente dai nostri inesorabili padroni. ... È la gioia dello schiavo dei Saturnalia.